# Santinezia angelica
Santinezia angelica is een hooiwagen uit de familie Cranaidae.